# Santa Francesca Romana a Strada Felice

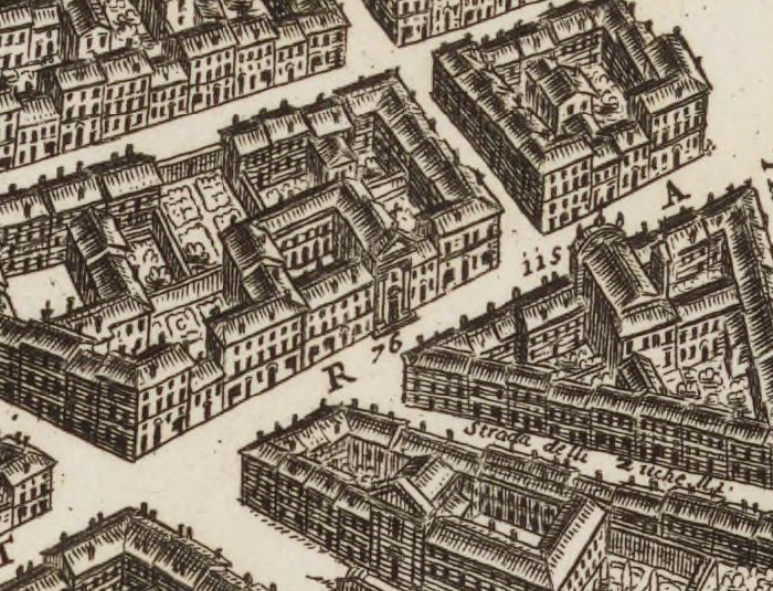
Neste detalhe do mapa de Giovanni Battista Falda (1676), Santa Francesca está no número 76. Do outro lado da rua e um pouco mais adiante está Santi Ildefonso e Tommaso da Villanova.

Santa Francesca Romana a Strada Felice, conhecida também como Santa Francesca Romana in Via Sistina, era uma igreja conventual de Roma que ficava localizada na altura do número 129 da Via Sistina, do lado norte da via, no rione Colonna, pouco depois da esquina sudeste com a Via Zucchelli. Era dedicada a Santa Francisca de Roma e, mais tarde, a São João Nepomuceno. Strada Felice era o nome original da Via Sistina. Ela era também conhecida como Santa Francesca Romana del Riscatto ou Santa Francesca Romana dei Padri del Riscatto, uma referência a um apelido dos trinitários.

## História

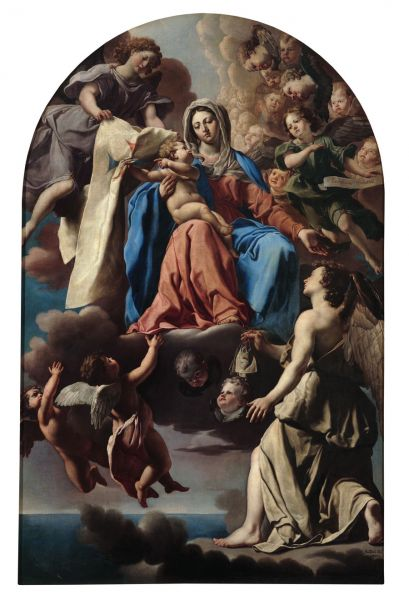
Madonna del Ricatto, de Francisco Cozza, a peça-de-altar da antiga igreja. Atualmente no Collegio Pontificio Nepomuceno.

A antecessora desta igreja era uma outra, medieval, que ficava na Piazza di Pietra, também no rione Colonna, conhecida como Santo Stefano del Trullo. A palavra "trulla" significava "lavatório" em latim e, aparentemente, ela ocupava um edifício antigo com uma cúpula baixa e estava aos cuidados da Ordem da Santíssima Trindade no século XVI. No final deste mesmo século, o grupo decidiu se mudar para um lugar mais alto para escapar da malária. Por conta disto, um pequeno mosteiro foi construído para eles em 1614 no lado norte do monte Quirinal e foi dedicado a Santa Francisca de Roma. A igreja antiga foi demolida na época do papa Alexandre VII (r. 1655–1667) e o terreno, vendido. Porém, a primeira igreja construída no local parece ter sido mal-construída, pois, já em 1676, durante o pontificado do papa Inocêncio XI, foi necessária uma reforma completa. O arquiteto foi Mattia de Rossi, que também projetou uma nova fachada.
A comunidade trinitária não sobreviveu à ocupação francesa de Roma e, no início do século XIX, o complexo foi entregue a uma comunidade de freiras franciscanas, as Zitelle Povere di Santa Francesca. Elas, por sua vez, também foram expulsas em 1873, logo depois da captura de Roma. Porém, o complexo foi restaurado para abrigar o Collegio Boemo (o seminário checo) em 1884 e a igreja se tornou sua capela privada. Por conta disto, sua dedicação foi alterada para Santa Francesca e San Giovanni Nepomuceno. Porém, o seminário seminário se mudou em 1930 para o moderno Pontificio Collegio Nepomuceno, na Via Concordia, perto da estação Re di Roma do metrô. 

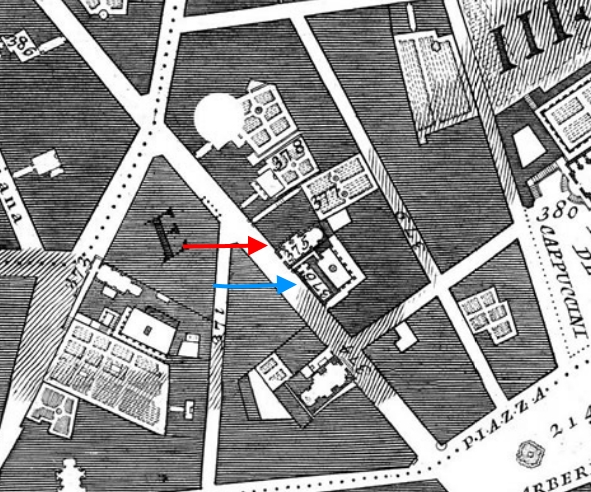
Mapa de Nolli (1748). Em vermelho a igreja e em azul, o oratório.

Depois de um tempo abandonado, o complexo todo foi demolido em 1946 (ou 1930) e substituído pelo Teatro Sistina.

## Descrição
Na fachada do moderno teatro, a igreja ocupava o espaço que ficava para a esquerda da entrada e seu toldo, chegando até o Bar Sistina ao lado. Sua planta era retangular com uma abside semicircular. A nave tinha quatro baias com três pilastras de cada lado sustentando a abóbada no teto. No interior, a peça-de-altar era "Nossa Senhora com Anjos", de Francesco Cozza, muito admirada por críticos de arte do século XIX e conhecida ainda hoje como "Madonna del Riscatto".
Já o convento ficava para o sudeste e contava com um claustro com uma fonte no meio e arcadas dos lados nordeste e sudeste. Um portal à direita da igreja dava acesso a uma passagem que levava ao claustro. Quando os trinitários viviam ali, a área entre o claustro e a rua era ocupada por oratório, cuja orientação era paralela à da rua. A planta era retangular, com uma minúscula abside, muito rasa, vizinha da citada passagem. Contudo, surpreendentemente, o oratório era quase do tamanho da igreja, mas não se sabe o motivo. Na época do Mapa de Nolli (1748), o oratório estava dedicado a Nossa Senhora da Assunção e era utilizado pela Confraternità del Santissimo Sacramento di Santa Susanna.